# 무태장어
무태장어(無泰長魚)는 뱀장어과의 동물이다. 뱀장어와 비슷하나 훨씬 크고 온몸에 검은 점이 흩어져 있으며 지방이 풍부하다. 생태도 뱀장어와 비슷해서 하천에서 5-8년 정도 살다가 성어가 되면 깊은 바다로 들어가 산란한다. 부화한 새끼는 다시 난류를 따라 하천에 올라온다. 밤에 작은 물고기·조개류·갑각류·양서류를 잡아먹으며, 배를 위로 하고 잔다. 아프리카 동부에서 인도양 동부를 지나 한국·일본·중국·필리핀·뉴기니 섬 및 남태평양까지 널리 분포한다.

## 형태
몸은 아주 길고 원통형이며 몸 뒷부분은 옆으로 납작하다. 입은 크고 이빨은 날카롭다. 아래턱이 위턱보다 길다. 배지느러미가 없고 등지러미와 꼬리지느러미, 뒷지느러미가 서로 붙어있다.

## 대한민국
동남아시아에서는 흔하나 대한민국에서는 희귀해 1962년 12월 3일 천연기념물 제258호로 지정해 보호하여 왔다. 그러나 무태장어가 식용을 목적으로 양식하기 위해 국외에서 국내로 반입되는 상황에서 문화재보호법에 반입을 금지할 근거 규정이 없기 때문에 반입 후 양식용 사육을 허가해 달라고 신청하면 현실적으로 불허하기가 어려웠다. 또 사육을 허가하면 천연기념물이 식용으로 유통되는 관리의 문제가 발생했다. 이런 복잡한 상황은 국민 정서상 천연기념물에 대한 가치 하락 등 부정적인 영향을 미칠 우려가 있었다. 무태장어는 대한민국에서는 희귀종에 속해 남부지방, 제주도 등에서 극소수의 개체가 발견될 뿐이지만, 동남아 지역에서는 흔하게 발견되는 종이며, 특히 중국에서 양식을 많이 하는 어종이다. 또한 제주 천지연 폭포 지역이 무태장어 분포의 최북단 서식지로서 학술적 가치를 지녀 무태장어 서식지로 지정되어 보호하고 있을 뿐 전국을 대상으로 하는 무태장어 종에 대해 천연기념물 지정으로 보호할 수 있는 실질적인 효과가 없는 상황이었다. 그 때문에 2009년 6월 9일 천연기념물에서 해제되었다.

## 참고 자료
- 이 문서에는 다음커뮤니케이션(현 카카오)에서 GFDL 또는 CC-SA 라이선스로 배포한 글로벌 세계대백과사전의 내용을 기초로 작성된 글이 포함되어 있습니다.